# Försäljnings- och serviceprogrammet
Försäljnings- och serviceprogrammet, är ett yrkesförberedande gymnasieprogram för dem som vill arbeta inom handel och service. Målet med utbildningen är att man ska erhålla tillräckliga yrkeskunskaper för att kunna arbeta med företagande, marknadsföring och försäljning. Man har också möjlighet att läsa vidare på yrkeshögskola, högskola och universitet och specialisera sig.
Möjliga yrkesutgångar för programmet är exempelvis butikssäljare, ekonomiassistent, exponerings- och utställningsdesigner, företagssäljare, handlare, inköpare, kundservice och reception, marknadsassistent, marknadsförare, näthandlare, projektadministratör, speditör eller säljsupport.
Tidigare fanns ett annat program, vid namn handels- och administrationsprogrammet, som hade två stycken inriktningar, däribland administrativ service. Försäljnings- och serviceprogrammet saknar inriktningar.

## Kurser inom programgemensamma ämnen
| - Entreprenörskap, 100p - Servicekunskap, 100p - Branschkunskap inom handel och administration, 100p - Information och kommunikation 1, 100p - Försäljning och service, 100p |

## Programfördjupning
Ett antal olika fördjupningskurser finns att välja på de gymnasieskolor som erbjuder försäljnings- och serviceprogrammet. Utbudet varierar mellan skolorna men exempel på några av de förekommande ämnen som tillhandahålls genom en eller flera kurser i respektive ämne är:
- Affärskommunikation
- Företagsekonomi (exempelvis kursen Företagsekonomi 1, Redovisning 1)
- Försäljning och kundservice
- Godshantering
- Grafisk kommunikation
- Information och kommunikation
- Mat och butik